# Octoblepharum papillosum
Octoblepharum papillosum là một loài rêu trong họ Octoblepharaceae. Loài này được Mitt. mô tả khoa học đầu tiên năm 1868.